# آرناس د سان پدرو
آرناس د سان پدرو دهستانی در استان آبیلای اسپانیا است.
در این دهستان ۶٬۵۶۲ نفر زندگی می‌کنند. مساحت این دهستان ۱۹۴٫۸۵ کیلومتر مربع است.